# 医師養成課程を持つ大韓民国の大学一覧
医師養成課程を持つ大韓民国の大学一覧（いしようせいかていをもつだいかんみんこくのだいがくいちらん）では、医師の養成課程を有する大韓民国の大学の一覧を示す。
- カトリック関東大学校医科大学
- カトリック大学校医科大学
- 梨花女子大学校医科大学
- 慶熙大学校医科大学
- 高麗大学校医科大学
- ソウル大学校医科大学
- 中央大学校医科大学
- 延世大学校医科大学
- 漢陽大学校医科大学
- 高神大学校医科大学
- 東亜大学校医科大学
- 釜山大学校医科大学
- 慶北大学校医科大学
- 啓明大学校医科大学
- 大邱カトリック大学校医科大学
- 嶺南大学校医科大学
- 仁荷大学校医科大学
- 嘉泉大学校医科大学
- 乙支大学校医科大学
- 建陽大学校医科大学
- 忠南大学校医科大学
- 朝鮮大学校医科大学
- 全南大学校医科大学
- 蔚山大学校医科大学
- 亜洲大学校医科大学
- 成均館大学校医科大学
- 江原大学校医科大学
- 翰林大学校医科大学
- 延世大学校原州医科大学医学科
- 建国大学校医科大学
- 忠北大学校医科大学
- 順天郷大学校医科大学医学科
- 檀国大学校医科大学
- 圓光大学校医科大学
- 全北大学校医科大学
- 東国大学校医科大学
- 仁済大学校医科大学
- 慶尚国立大学校医科大学
- 済州大学校医科大学